# HSG Konstanz
Die HSG Konstanz (Handballspielgemeinschaft Konstanz) ist die unter eigenem Namen antretende und 1923 gegründete Handballabteilung des Sportvereins TV Konstanz.
Bis zum 30. Juni 2015 war sie eine 1980 gegründete Spielgemeinschaft der Handballabteilungen der beiden Konstanzer Vereine TV und HC DJK Konstanz.
Die erste Herrenmannschaft der HSG spielt seit Mitte der 1990er Jahre konstant mindestens in der dritthöchsten Spielklasse des deutschen Handballs, Anfang des 21. Jahrhunderts spielte sie drei Spielzeiten hintereinander in der damaligen Südstaffel der 2. Bundesliga. Die Jahre danach gehörte sie zu den Spitzenvereinen der Südstaffel der 3. Liga. Nach dem Gewinn der Süddeutschen Meisterschaft 2015/16, 2018/19 sowie 2023/24 und dem Erfolg in den Aufstiegsspielen 2021/22 und 2023/24 stieg sie erneut in die nun eingleisige 2. Bundesliga auf.
2021 übergab Otto Eblen das Amt des Präsidenten nach 30 Jahren an seine Tochter Franziska Schmidlin. Für sein über 50-jähriges ehrenamtliches Wirken in der Jugendarbeit, als Trainer und im Management bei der HSG Konstanz wurde er zuvor mit der Ehrennadel des Landes Baden-Württemberg für „langjährige Verdienste im Ehrenamt“ von Baden-Württembergs Ministerpräsident Winfried Kretschmann ausgezeichnet.

## Erste Herrenmannschaft
Die erste Herrenmannschaft der HSG wurde nach dem Zusammenschluss der beiden Vereine zunächst schnell erfolgreich: In der Saison 1982/83 gelang der Aufstieg aus der Verbandsliga in die Südbadische Oberliga, in der Folgesaison der Aufstieg in die damals dritthöchste Spielklasse, die Handball-Regionalliga. Nach mehrfachem Abstieg und Wiederaufstieg gelang es seit der Saison 1994/95, die HSG in der dritthöchsten Spielklasse fest zu etablieren.
In der Saison 2000/01 gelang mit dem Aufstieg in die 2. Bundesliga der bis dahin größte Erfolg der Vereinsgeschichte, nachdem die HSG Konstanz ein Jahr zuvor trotz Regionalliga-Meisterschaft noch in den Aufstiegsspielen zur zweiten Liga gescheitert war. Dort konnte sich die HSG drei Spielzeiten lang halten; seit der Saison 2004/05 spielte Konstanz wieder in der dritthöchsten Spielklasse, der Regionalliga bzw. der neuen 3. Liga Süd (seit 2010). In der Saison 2015/16 wurde die HSG Meister der 3. Liga Süd und konnte sich somit zur Saison 2016/17 zum zweiten Mal den Aufstieg in die nun eingleisige 2. Bundesliga sichern. Dort gelang mit 35:41 Punkten und Platz 14 der Klassenerhalt.
Trainer war von Anfang 2004 bis 2021 A-Lizenzinhaber Daniel Eblen, der damit dienstältester Trainer im deutschen Profihandball war. 2021 übernahm der ehemalige Bundesligaprofi und EHF-Mastercoach Jörg Lützelberger, Daniel Eblen blieb der HSG nach seiner 18. Saison als Cheftrainer jedoch weiter in zweiter Reihe erhalten.
In der Saison 2017/18 belegte die Mannschaft den 19. Platz in der 2. Handball-Bundesliga und stieg damit in die 3. Liga ab.
In der Spielzeit 2018/19 wurde die HSG Meister der 3. Liga Süd und gewann damit die Süddeutsche Meisterschaft. In der anschließenden Aufstiegsrelegation konnte sie sich in der zweiten Runde gegen den HC Empor Rostock (31:31 und 33:29) durchsetzen und sich den direkten Wiederaufstieg in die 2. Bundesliga sichern, in der ihr im darauffolgenden Spieljahr in der abgebrochenen Saison mit Platz 16 der Klassenerhalt gelang. Die Saison 2020/21 schloss Konstanz auf dem 17. Platz ab und trat wegen nur eines fehlenden Punktes zum Klassenerhalt den Gang in die 3. Liga an. Am Ende der Spielzeit 2021/22 stieg der Verein nach einer erfolgreichen Aufstiegsrunde und zwei Finalspielen gegen den Wilhelmshavener HV wieder in die 2. Bundesliga auf. In der Saison 2023/24 setzte sich die HSG nach der Meisterschaft in der 3. Liga Süd in zwei Playoff-Runden gegen die HSG Krefeld (Halbfinale) und Eintracht Hildesheim (Finale) durch und stieg damit zum fünften Mal in die 2. Bundesliga auf. Ein Jahr später kehrte Konstanz wieder in die 3. Liga zurück.

## Spielstätte: Schänzle-Sporthalle Konstanz

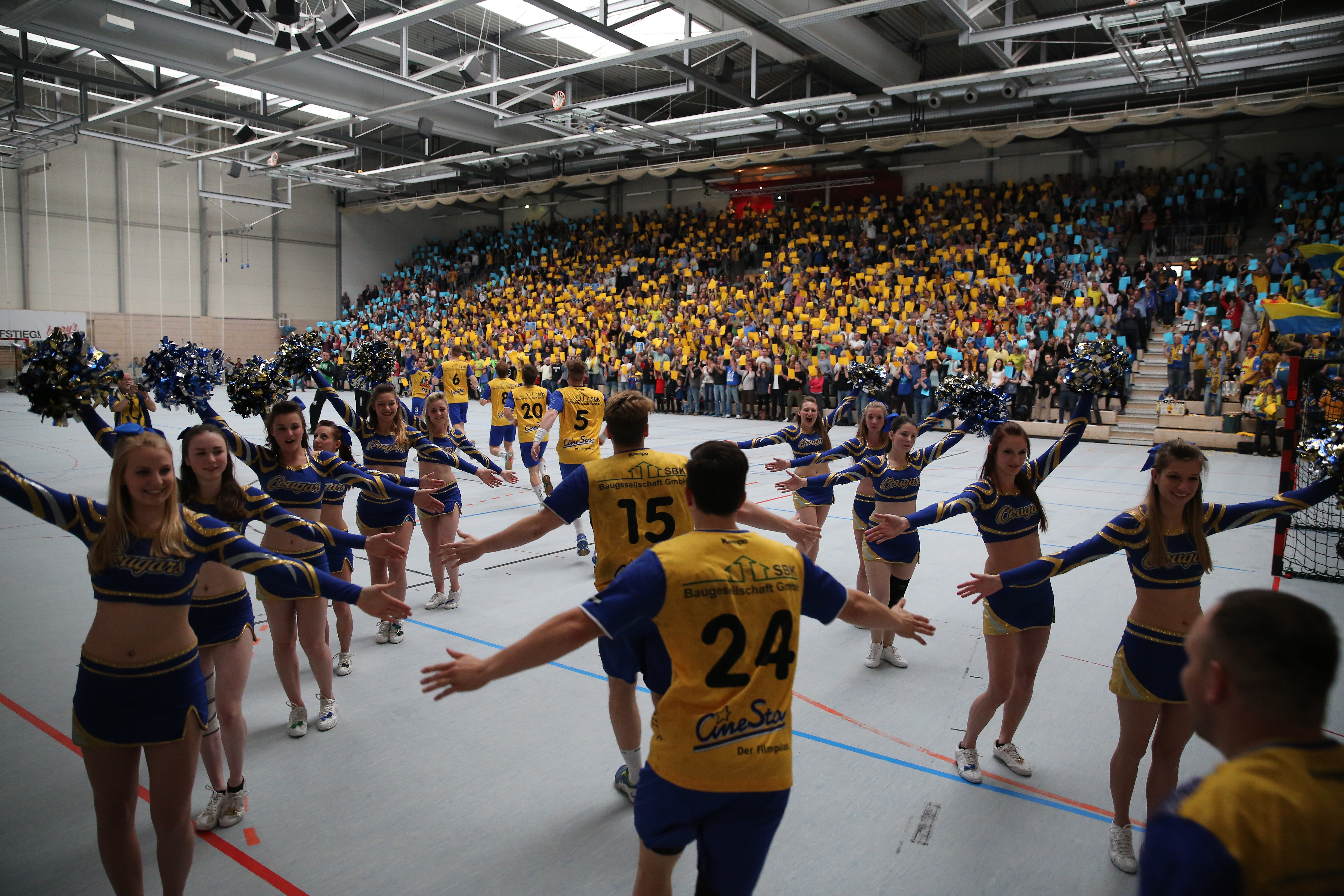
Schänzle-Sporthalle Konstanz bei einem Heimspiel der HSG Konstanz

Spielstätte der ersten Herrenmannschaft ist die insgesamt 1900 Zuschauer (davon 1417 Sitzplätze) fassende und direkt am Seerhein liegende Schänzle-Sporthalle in Konstanz. Die im Stadtteil Paradies gebaute Dreifelderhalle ist damit die größte Sporthalle der Stadt Konstanz und verfügt über eine Outdoor-Leichtathletikanlage mit zwei Rasenspielfeldern, eine Beachanlage sowie eine zusätzliche, abgetrennte Halle für Basketball und Volleyball. Ein öffentliches Restaurant bietet auf der großzügigen Terrasse einen direkten Blick auf den Seerhein.
Im Jahr 2005 und 2007 trug die deutsche Handballnationalmannschaft des DHB hier ein Testspiel gegen die Schweiz in jeweils ausverkaufter Halle aus.
Über die letzten Jahre stieg der Zuschauerschnitt der HSG Konstanz in der Schänzle-Sporthalle stetig an, in der Saison 2015/16 besuchten durchschnittlich mehr als 1000 Fans die Heimspiele. Dies war wie in den Jahren davor Bestwert in der 3. Liga Süd. In der 2. Bundesliga konnte ein Jahr später der Zuschauerschnitt weiter deutlich auf nunmehr 1300 Fans pro Heimspiel gesteigert werden. Insgesamt 24250 Zuschauer bei den Heimspielen der HSG bedeuteten den besten Wert eines Aufsteigers und ligaweit Rang elf in der Saison 2016/17.
Die Schänzle-Sporthalle ist wegen der lautstarken Fans auch unter dem Spitznamen „Schänzle-Hölle“ bekannt.

## Kooperationen
Zur Förderung des Spitzensports bestehen Kooperationen mit der Universität Konstanz und der Fachhochschule Konstanz (HTWG). So können Stipendien an talentierte, leistungswillige Handballer vergeben werden. Bis auf wenige Ausnahmen studieren alle Spieler an den beiden Konstanzer Hochschulen.

## Talentförderung und Jugendarbeit
Die HSG Konstanz hat sich die Förderung junger Talente zur Aufgabe gemacht. Bereits viermal, 2018, 2020, 2021 und 2023 wurde sie von der Handball-Bundesliga (HBL) mit dem Gütesiegel Jugendzertifikat für exzellente Nachwuchsförderung ausgezeichnet und gehört damit zu den Top-Nachwuchsausbildern Deutschlands. Ausdruck der intensiven Talentförderung ist auch die zweite Mannschaft. In der Saison 2018/19 wäre als jüngstem Team der Liga beinahe der Durchmarsch in die 3. Liga gelungen. Ein Jahr später war es dann soweit und es gelang der Aufstieg in die dritthöchste Spielklasse, die nur aufgrund des Abstiegs der ersten Mannschaft aus der 2. Bundesliga wieder verlassen werden musste.
Die HSG zeichnet sich überdies durch eine sehr erfolgreiche Jugendarbeit aus, insbesondere im männlichen Bereich. Die Mannschaften spielen durchgängig in den höchsten Spielklassen und haben eine Vielzahl an Erfolgen vorzuweisen. Dazu gehören südbadische und süddeutsche Meisterschaften. Auch auf nationaler Ebene gelangen Erfolge, etwa die deutsche Vizemeisterschaft 1998 mit der männlichen B-Jugend und die inoffizielle deutsche Meisterschaft in der E-Jugend. Die männliche A-Jugend qualifizierte sich 2011/12 für die erste Saison der Jugend-Bundesliga des DHB und zählt damit zu den Gründungsmitgliedern der Eliteklasse des deutschen Jugend-Handballs. Mit insgesamt zwölf Teilnahmen, davon zuletzt seit der Saison 2013/14 elf in Folge, gehört die HSG Konstanz zu den erfolgreichsten Vereinen Süddeutschlands in der Jugend-Bundesliga.
In ihrer Ballschule „Handball-Sport-Garten“ betreut die HSG wöchentlich rund 350 Kinder. Das innovative Projekt für Kinder von drei bis sechs Jahren wurde vom Deutschen Handballbund mit dem Vereinsförderpreis 2018 ausgezeichnet und wird vom Freundeskreis des Deutschen Handballs (FDDH e. V.) unterstützt. Darüber hinaus engagiert sich der Club mit einer Miniballdisco, einem Musik-Sport-Garten und Cheerleading-Angeboten für Mädchen.

## Mannschaft

### Kader der Saison 2024/25
| Nr.                   | Nation      | Name                 | Position        | Größe  | Geburtsdatum  | Alter | Geburtsort                     | seit | Letzter Verein                        |
| --------------------- | ----------- | -------------------- | --------------- | ------ | ------------- | ----- | ------------------------------ | ---- | ------------------------------------- |
| 20                    | Deutschland | Konstantin Pauli     | Tor             | 1,88 m | 7. Dez. 2002  | 22    | Tuttlingen, Deutschland        | 2020 | eigene U21                            |
| 26                    | Deutschland | Konstantin Poltrum   | Tor             | 1,95 m | 20. Feb. 1994 | 31    | Friedberg, Deutschland         | 2023 | SG BBM Bietigheim                     |
| 30                    | Deutschland | Tom Göres            | Tor             | 1,90 m | 22. Juni 1997 | 28    | Berlin, Deutschland            | 2023 | Füchse Berlin                         |
| 02                    | Deutschland | Michel Stotz         | Kreismitte      | 1,93 m | 20. Nov. 1998 | 26    | Reutlingen, Deutschland        | 2018 | TV Neuhausen                          |
| 04                    | Ungarn      | Áron Czakó           | Linksaußen      | 1,90 m | 10. Apr. 2000 | 25    | Memmingen, Deutschland         | 2019 | HBW Balingen-Weilstetten IISven Iberl |
| 05                    | Deutschland | Sven Iberl           | Rückraum links  | 1,81 m | 2. Jan. 2002  | 23    | Friedrichshafen, Deutschland   | 2022 | MTG Wangen                            |
| 07                    | Deutschland | Lars Michelberger    | Rückraum links  | 2,00 m | 23. Feb. 1999 | 26    | Ravensburg, Deutschland        | 2017 | eigene U21                            |
| 08                    | Deutschland | Felix Sproß          | Rückraum links  | 1,83 m | 23. März 1997 | 28    | Minden, Deutschland            | 2023 | Olympic/Viking Helsingborg HK         |
| 10                    | Deutschland | Christos Erifopoulos | Rückraum Mitte  | 1,80 m | 3. Jan. 2000  | 25    | Erlenbach am Main, Deutschland | 2021 | Frisch Auf Göppingen                  |
| 11                    | Deutschland | Luca Schwormstede    | Rückraum links  | 2,02 m | 11. Apr. 2002 | 23    | Itzehoe, Deutschland           | 2024 | THW Kiel                              |
| 14                    | Deutschland | Alexander Leindl     | Rückraum rechts | 1,88 m | 31. Dez. 1997 | 27    | München, Deutschland           | 2025 | HSC Kreuzlingen                       |
| 19                    | Deutschland | Jo Knipp             | Rückraum rechts | 1,95 m | 4. Feb. 2002  | 23    | Koblenz, Deutschland           | 2021 | Rhein Neckar Löwen U19                |
| 23                    | Belarus     | Maxim Pliuto         | Linksaußen      | 1,84 m | 23. Aug. 2000 | 24    | Aurich, Deutschland            | 2023 | OHV Aurich                            |
| 27                    | /           | Nikita Pliuto        | Kreismitte      | 1,96 m | 23. Aug. 2000 | 24    | Aurich, Deutschland            | 2024 | TuS Ferndorf                          |
| 28                    | Deutschland | Jens Koester         | Kreismitte      | 1,78 m | 20. März 2002 | 23    | Überlingen, Deutschland        | 2018 | eigene U21                            |
| 32                    | Deutschland | Jonas Hadlich        | Rückraum Mitte  | 1,80 m | 14. Sep. 1999 | 25    | Friedrichshafen, Deutschland   | 2016 | HSG Mimmenhausen/Mühlhofen            |
| 34                    | Deutschland | Sören Fuhrmann       | Rückraum rechts | 1,98 m | 6. Sep. 2002  | 22    | Bremen, Deutschland            | 2024 | Füchse Berlin                         |
| 44                    | Deutschland | Mathieu Fenyö        | Rückraum links  | 1,91 m | 30. Juni 2004 | 21    | Siofok, Ungarn                 | 2023 | SC Magdeburg                          |
| 57                    | Deutschland | Lukas Köder          | Rechtsaußen     | 1,79 m | 5. Juli 1996  | 29    | Öhringen, Deutschland          | 2021 | SG Leutershausen                      |
| 73                    | Deutschland | Veit Schlafmann      | Rechtsaußen     | 1,87 m | 18. März 2002 | 23    | Heidelberg, Deutschland        | 2023 | Rhein-Neckar Löwen                    |
| Stand: 9. August 2024 |             |                      |                 |        |               |       |                                |      |                                       |

### Trainerteam
| Nat.        | Name            | Position        | Geburtsdatum |
| ----------- | --------------- | --------------- | ------------ |
| Brasilien   | Vitor Baricelli | Trainer         | 13.06.1996   |
| Deutschland | Daniel Eblen    | Co-Trainer      | 19.09.1974   |
| Deutschland | Maximilian Wolf | Torwart-Trainer | 04.08.1993   |

### Transfers zur Saison 2024/25
| Zugänge                | Zugänge           | Zugänge                      |
| Nation                 | Name              | abgebender Verein            |
| ---------------------- | ----------------- | ---------------------------- |
| Deutschland            | Luca Schwormstede | THW Kiel                     |
| Lettland               | Raivis Gorbunovs  | THW Kiel                     |
| /                      | Nikita Pliuto     | Karriereende                 |
| Deutschland            | Sören Fuhrmann    | Füchse Berlin                |
| Deutschland            | Alexander Leindl  | HSC Kreuzlingen, Januar 2025 |
| Stand: 17. Januar 2025 |                   |                              |

| Abgänge             | Abgänge           | Abgänge                   |
| Nation              | Name              | aufnehmender Verein       |
| ------------------- | ----------------- | ------------------------- |
| Deutschland         | Janis Boieck      | HC Oppenweiler/Backnang   |
| Deutschland         | Luis Foege        | HC Oppenweiler/Backnang   |
| Osterreich          | Sebastian Hutecek | UHC Eggenburg             |
| Deutschland         | Fynn Osann        | HSC Radolfzell            |
| Deutschland         | Fynn Beckmann     | Karriereende              |
| Osterreich          | Samuel Wendel     | Alpla HC Hard             |
| Deutschland         | Niklas Ingenpaß   | HSG Krefeld               |
| Deutschland         | David Soos        | HSC Kreuzlingen           |
| Lettland            | Raivis Gorbunovs  | Ziel unbekannt, März 2025 |
| Stand: 2. März 2025 |                   |                           |

### Transfers zur Saison 2025/26
| Zugänge               | Zugänge        | Zugänge           |
| Nation                | Name           | abgebender Verein |
| --------------------- | -------------- | ----------------- |
| Deutschland           | Lukas Dietrich | VfL Pfullingen    |
| Stand: 14. April 2025 |                |                   |

| Abgänge             | Abgänge          | Abgänge             |
| Nation              | Name             | aufnehmender Verein |
| ------------------- | ---------------- | ------------------- |
| Ungarn              | Áron Czakó       | Ziel unbekannt      |
| Deutschland         | Tom Göres        | Ziel unbekannt      |
| Deutschland         | Alexander Leindl | Karriereende        |
| Deutschland         | Lukas Köder      | Pfadi Winterthur    |
| Stand: 28. Mai 2025 |                  |                     |

## Bekannte ehemalige und aktuelle Spieler
- Sebastian Faißt
- Matthias Rauh
- Michael Binder
- Alexander Mierzwa
- Marc Hafner
- Sebastian Seitner